# Cukrownia „Łubna”
Cukrownia „Łubna” – zlikwidowana cukrowania funkcjonująca w latach 1845–2006 w centrum Kazimierzy Wielkiej w województwie świętokrzyskim.

## Historia

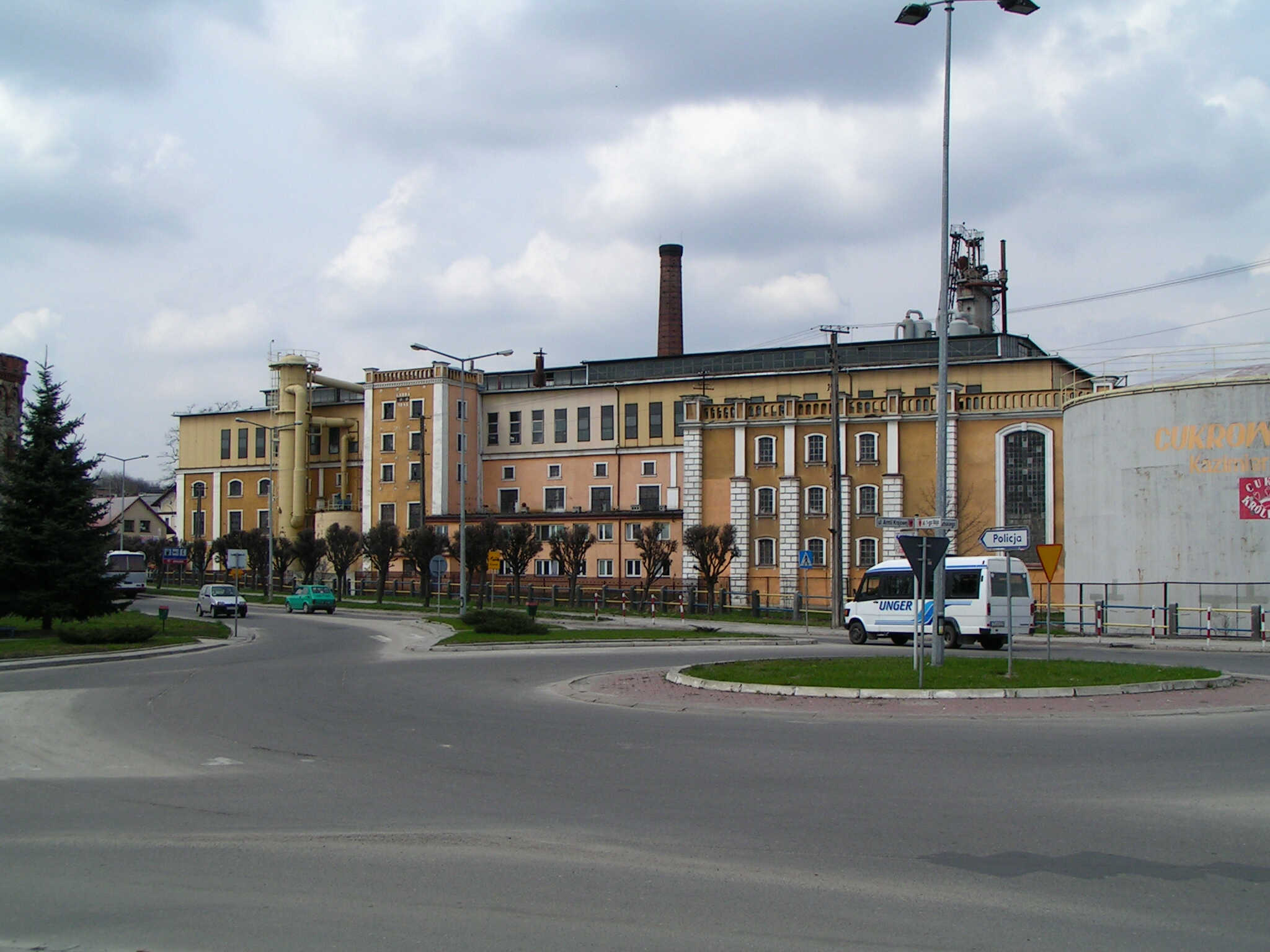
Budynek główny w ostatnim roku działalności cukrowni (2006)

Fabrykę założono w 1845, jako szósty zakład przemysłu cukrowniczego na ziemiach polskich pod zaborami. Przez dziesięciolecia cukrownia miała decydujący wpływ na rozwój gospodarczy i przestrzenny Kazimierzy Wielkiej, wpływając na rozwój miejscowości i okolic, czyniąc z Kazimierzy miasto przemysłowe. Inicjatorem pomysłu wzniesienia zakładu był hrabia Henryk Łubieński, a jego założycielem bratanek i spadkobierca Henryka, Kazimierz, który jednocześnie założył niezbyt długo działającą cukrownię w nieodległych Pełczyskach.

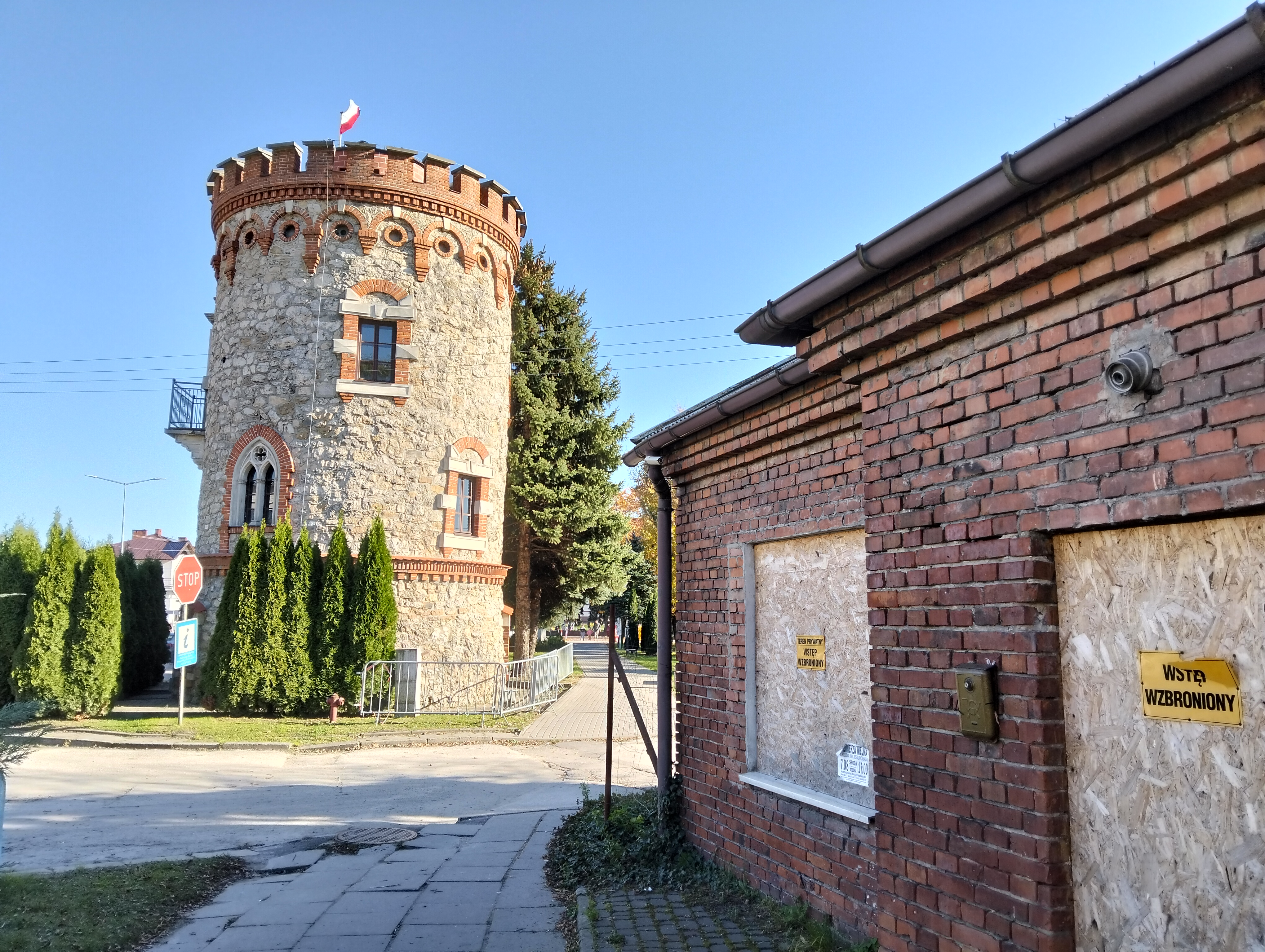
Tzw. „Baszta” w Rynku, czyli dawna gazownia zakładowa, obecnie muzeum regionalne

W początkowym okresie działalności „Łubna” zajmowała 5 mórg i 177 prętów powierzchni i pozostawała własnością hrabiego Kazimierza Łubieńskiego, który zaciągnął pokaźny kredyt na modernizację i nie był w stanie dokonać jego spłaty. Obiekty zlicytowano zatem i sprzedano gremiu kilku osób (m.in. byli to ziemianin z Morawianki, Edward Oraczewski i Franciszek Łubieński, syn Kazimierza). W 1870 nastąpiła w związku z tym zmiana nazwy na „Fabryka i Rafineria Cukru „Łubna”, hr. Kazimierz Łubieński, Edward Oraczewski i Spółka”. W 1875 spółka nabyła ziemie pod budowę w pobliżu bliźniaczego zakładu „Szreniawa”. W 1876 doszło do kolejnej zmiany nazwy przedsiębiorstwa na „Spółka Szczególna Udziałowa Fabryka Cukru i Rafinerii „Łubna” i „Szreniawa” w Kazimierzy Wielkiej”. W 1902 doszło do przekształcenia spółki udziałowej w akcyjną pod nazwą „Towarzystwo Akcyjne Fabryk Cukru i Rafinerii „Łubna” i „Szreniawa” z siedzibą w Kazimierzy Wielkiej” i była to druga co do wielkości spółka cukrownicza w Królestwie Polskim (licząc kapitał). W 1914 zakład uległ zniszczeniu w trakcie I wojny światowej, ale w 1918 otrzymał odszkodowanie.
Początkowo zakład był technologicznie prymitywny, składał się z jednego drewnianego budynku o kiepskim wyposażeniu i bardzo złych powiązaniach komunikacyjnych. Z czasem modernizowano wyposażenie, a drewniane obiekty zastępowano murowanymi. Jeszcze w XIX wieku uruchomiono bezpośrednią linię telefoniczną do cukrowni „Szreniawa”, zainstalowano oświetlenie elektryczne i wstawiono maszyny parowe. Problemem pozostawał natomiast transport, ponieważ władze carskie zabraniały w tym rejonie rozwijania infrastruktury komunikacyjnej z obawy przed atakami wroga. W latach 1905–1918 przy fabryce działała szkoła przyzakładowa, do której uczęszczały wyłącznie dzieci pracowników cukrowni.
Najważniejszymi akcjonariuszami w 1920 były następujące podmioty: Grupa akcyjna Julian Tołłoczko, Bank Małopolski w Krakowie, Grupa akcyjna Hilary Bogucki, Grupa akcyjna Stefan Ciszewski. W akcjonariacie liczebnie dominowali ziemianie. W 1924 zakład zelektryfikowano i wkrótce stał się jednym z najnowocześniejszych w Polsce. Dysponował własną siecią kolei wąskotorowych. Od 1930 do 1939 firma działała jako Towarzystwo Akcyjne Fabryk Cukru i Rafinerii „Łubna” i „Szreniawa” w Kazimierzy Wielkiej z siedzibą w Warszawie. W okresie międzywojennym największym dostawcą buraków do zakładu był margrabia Aleksander Wielopolski. Cukrownia dostarczała wówczas bezpłatnie lub odpłatnie nasiona buraka cukrowego poszczególnym plantatorom, którzy mieli obowiązek wysiewać tylko te nasiona. Zobowiązywała się też do udzielenia plantatorom bezprocentowej zaliczki z tytułu dostawy surowca. W wyniku zaciągnięcia poważnych kredytów na rozwój i nadejście hiperinflacji cukrownię przejął za długi wiedeński bank Boden-Credit-Anstalt, a następnie przeszła ona pod zarząd banków angielskich, w których imieniu administrował Karol Sachs.
Po II wojnie światowej fabryka była największym zakładem miasta oraz powiatu, czynnikiem miasto- i kulturotwórczym, wokół którego koncentrowało się życie większości rodzin. Cukrownię zlikwidowano w 2006, co wpłynęło na trwające latami problemy społeczne w mieście (stagnacja) i uruchomiło proces przemian przestrzenno-funkcjonalnych zachodzących w Kazimierzy Wielkiej. Większość zabudowań fabryki zostało rozebranych, tereny rozparcelowano i wyprzedano prywatnym właścicielom. W konsekwencji przemian doszło do spadku atrakcyjności miasta, zarówno jako miejsca pracy, jak i miejsca do osiedlenia.

## Pozostałości
Obecnie pozostałościami rozległego założenia przemysłowego są główny budynek fabryczny (którego projektantem był Tadeusz Stryjeński), wraz z sąsiadującym, wysokim kominem, wieża mieszkalna tzw. „Baszta” (dawna gazownia cukrownicza), dwa dworki miejskie oraz pałac Łubieńskich (Pałac Lacon).
Cukrowni towarzyszyło osiedle robotnicze posadowione na wschód od zabudowań produkcyjnych zakładu oraz wille właścicieli. Według większości źródeł projektantem układu urbanistycznego osiedla był Tadeusz Stryjeński. Większość tych zabudowań, w różnym stopniu przebudowy, zachowało się do dziś.